# Дзялошин (гмина)
Дзялошин (пол. Działoszyn) — гмина (волость) в Польше, входит как административная единица в Паенченский повет, Лодзинское воеводство. Население — 12 967 человек (на 2004 год).

## Соседние гмины
1. Гмина Липе
2. Гмина Пайенчно
3. Гмина Понтнув
4. Гмина Попув
5. Гмина Семковице
6. Гмина Вежхляс